# 小行星7667
小行星7667（英語：7667）是一颗围绕太阳公转的小行星。1995年1月29日，清水義定、浦田武在那智胜浦町发现了此天体。
这颗小行星的绝对星等为253.1846027405774等。